# 悪党〜重犯罪捜査班
『悪党〜重犯罪捜査班』（あくとう〜じゅうはんざいそうさはん）は、2011年1月21日から3月25日まで毎週金曜日21:00 - 21:54に、ABCとテレビ朝日の共同制作により、テレビ朝日系列で放送された日本の刑事ドラマ。主演は高橋克典。本作は2006年4月から5年間続いた「金曜夜9時ドラマ」の最終作品となる。
キャッチコピーは「腐っているのは、世の中か、俺か」。

## 概要
非合法すれすれのあくどい手段の捜査で悪党を追いつめる刑事たちの活躍を描く。
主演の高橋は同枠では『オトコの子育て』以来、共演の内山理名は『生徒諸君!』以来の出演となり、村上弘明は民放の連続現代劇出演は約20年ぶりとなり、梅沢富美男は村上とは『必殺仕事人V・激闘編』以来約25年ぶりの共演となる。この作品を以て『富豪刑事デラックス』以来5年間 続いていた朝日放送・テレビ朝日金曜9時枠の連続ドラマは終了し、『Oh!どや顔サミット』からは、朝日放送金曜9時枠のバラエティ番組を再転換した。

## あらすじ
ある日の夜、神奈川県警横浜港町署刑事課4係長の徳永がビルから転落していく。転落した徳永を尻目に4人の人間が所有物を改め去っていった。
その数日後、神奈川県警警務部の里中啓一郎警部補は警務部長の前島隆造に詰め寄っていた。彼は神奈川県警本部長の甥が不正に採用されたことを告発したことで本部長を激怒させてしまい徳永の後任として横浜港町に異動するよう報復人事を受けたのだった。前島は里中を宥めつつある特命を下す。それは刑事課4係に所属する、富樫、飯沼、柴田、山下の不祥事を調査し報告を行うことだった。
半ば失意のうちに着任した里中だが初日から非合法的な手段を用いて捜査を行う4人に激しく反発する。しかし彼らと接していくうちにやがて横浜に渦巻く巨大な利権と悪に対峙していくことになる。

## 登場人物

### 横浜港町警察署刑事課第四係
神奈川県警で検挙率トップを誇り各刑事が表彰を多数受けている一方、私生活や違法捜査で懲戒処分を受けている者も多い部署。
富樫正義（とがし まさよし）〈45〉
演 - 高橋克典
刑事課第四係主任（巡査部長）。
特技：柔道3段 剣道2段
賞罰：神奈川県警本部長賞 8回
悪人逮捕、事件解決のためなら、手段を選ばぬ男。だが根は名前の通りの善人で私利私欲の悪事は一切行わない。娘・のぞみと姑・佐知代と3人で暮らしている。12年前、妻・紀子が失踪していると周りは認識していて、富樫が殺害したという噂もあった。真相は自殺未遂を図った紀子に対し、責任を感じ、犯罪被害に遭う市民を守るために刑事を続けていた。
前島からチームの軍資金らしき金を受け取るなど、彼とつながりがあるが、目先の利害が一致しているために互いを利用し合う関係であり、本心では快く思っていない。命を狙われた前島を守る行動も取ったが、これも前島を殺すことで利益を得る悪徳警官の計画を阻止するためであり、本心から救おうとしたか否かは不明である。最終回で飯沼玲子との仲を誤解した西村和也に腹部を刺され殉職する。捜査用パトカーはトヨタ・マークX。
里中啓一郎（さとなか けいいちろう）〈32〉
演 - 小泉孝太郎
刑事課第四係・係長（警部補）。
神奈川県警本部きってのエリートとして将来を嘱望され、警務部で組織運営に関わっていたが、本部長の甥の不正採用を告発したために本部長の逆鱗に触れ、横浜港町警察署へ飛ばされた。警察官には絶対的な正義があると信じている堅物だったが、後半からは柔軟な態度も見せている。第四係の新しい係長として赴任し、捜査内容を報告しなかったり、自分を「おとり」にするなどの部下の富樫たちの悪党ぶりに憤る。しかし、自分が前島や本部長の私欲のために都合よく利用されていると悟った事、富樫に自分と共通する部分を感じた事などから、指輪を外すように富樫から助言された後、勤務中は指輪を外したり、富樫の犯人に対する発砲の正当性を主張するなど、少しずつ富樫の正義を理解するようになっていた。妻の理恵とは半年前に結婚したばかり。
飯沼玲子（いいぬま れいこ）〈33〉
演 - 内山理名
刑事（巡査部長）。
特技：柔道3段 剣道2段 合気道3段
賞罰：神奈川県警本部長賞 3回
第四係の紅一点。すこぶる有能でクールな女刑事で、仕事場では身勝手な主張をする犯人を殴ったり、自分をからかう柴田を蹴り上げるなど男勝りの性格を見せ、富樫が持つ正義に共感している。一方プライベートでは、ろくでもない若いヒモ・西村和也とつきあっていて、理不尽なことで暴力を受けている。幼少期の孤独だった過去から利用されているとわかりながらも、自分がいないとダメである和也と離れられない弱い一面を持っていたが、数々の仕打ちに加えて自分を騙した事で遂に和也と決別し、彼を部屋から追い出した。
柴田安春（しばた やすはる）〈36〉
演 - 鈴木浩介
刑事（巡査部長）。
特技：柔道3段 剣道2段
賞罰：神奈川県警本部長賞 6回  謹慎処分1回
チームの一員でありながら富樫達とは対照的に自身の保身と私欲のために行動する小悪党。資産運用に失敗して莫大な借金を抱えており、その返済のために事件関係者に対して度々裏金を要求する。また暴力団の村雨組とつながりがあり、捜査情報を流す代わりに事件の情報を得ていた。しかし村雨組に黒紅コーポレーションの麻薬の取引の情報を流し、その後村雨組も取り締まられたことから彼らから恨みを買い命を狙われ、県議会議員藤堂殺害事件の証拠捏造を強要された。その一件から警察にもいられなくなって逃亡の身となる。最終回終盤では、これまでの行いを悔い改め、富樫の力となるべく一時復帰するも、再び逃亡生活に戻った。
山下学（やました まなぶ）〈33〉
演 - 平山浩行
刑事（巡査部長）。
特技：柔道初段 剣道3段
賞罰：神奈川県警本部長賞 5回 減給処分1回
3年前から妻子と別居しており、いつか寄りを戻したいと願っている。小学生の息子の声を聞きたいがために妻子の暮らす家に無言電話をかけ続けている。張り込み中に息子からの電話がかかって来たことでミスをし、そのせいで被害者が増えたこともあった。その後妻と復縁の可能性が出てきたが、第四係の不正が発覚して復縁がなくなりかける。最終回でようやく息子と会うことを許された。
津上譲司（つがみ じょうじ）〈26〉
演 - 八神蓮
刑事（巡査長）。
富樫らの同僚ではあるが、仲間とは言えない傍観者。「刑事は公務員」が持論で、命懸けで自らの手を汚してまで捜査に当たる富樫たちの気持ちは全く理解出来ず、逆に知ろうともしない冷めた若者である。

### 横浜港町警察署
猪原勇作（いのはら ゆうさく）
演 - デビット伊東
刑事課第一係・係長（警部補）。
神奈川県警の全警察署の中でナンバーワンの検挙率を誇る第四係を邪魔な存在として煙たがっており、新任の里中にも冷たい。かつて富樫と同じ班で捜査していたことから、富樫の妻について何かを知っている様子も見られる。
石黒孝雄（いしぐろ たかお）
演 - 梅沢富美男
刑事課・課長（警部）。
一見、物わかりのいい善人だが、実は事なかれ主義で、富樫たち第四係の行動を黙認している。いかにも小心者のように見えるが、その本心は誰にも見せない。富樫とは10年以上の付き合いであり、その扱いの難しさから彼を「狂犬」と称している一方で、彼の妻・紀子の真相を知る数少ない人物である。無理な行動をする富樫を心配する一面を見せている。前島からの指示を無視したことから、足柄署の資料課に左遷となった。春から大学生になる娘がいる。痔持ちである。
平松亜美（ひらまつ あみ）
演 - 松原夏海（当時AKB48）
三枝由美（さえぐさ ゆみ）
演 - 桃永
上記2名は交通課・警官（共に階級は巡査）。
港町署のアイドル的存在。署の内外でいつも一緒に行動している。三話では不法労働者の子供を連れてきたことが、事件の解決につながった。

### 神奈川県警察本部
前島隆造（まえじま りゅうぞう）
演 - 村上弘明
神奈川県警警務部長。階級は警視長。
次期本部長との呼び声も高い人物。里中と理恵の仲人でもある。里中に対し、横浜港町警察署刑事課の“浄化”という特命を暗に押し付けるが、一方で富樫と接触して大金を渡すなど腹の底が読めない部分もある。表向きは模範的な警察幹部を演じているが、実際は己の野望を果たすためには手段を選ばない冷酷な野心家。徹底した調査で弱みを握り、人を意のままに動かすのを得意とするが、反面自分のことを探ろうとしたり、逆らう者には容赦せず平気で命を奪ったり見殺しにする非常に残忍な性格。本心では敵対関係となる富樫たちすらも情報や軍資金などのアメとムチを使い利用し合う関係を築く策略家である。いかなる脅迫にも屈しない里中や思い通りに動かない柴田に圧力をかけることもあった。父親は浮浪者で、自らも路上生活同然の生活を送った経験があり、食べ物を粗末にする事だけは絶対に許さない。また父親がよく歌っていた『おいらはチャンピオン〜、お前もチャンピオン〜』が口癖。愛用のタバコはHOPE。
県議会議員の藤堂殺害を命じた張本人で、黒沢たちに反抗したことから彼らから命を狙われた。富樫の発砲で海に落され行方不明になるが、浮浪者として生きている描写がなされた。それでも野望は諦めていないようである。

### 富樫家
富樫のぞみ（とがし のぞみ）
演 - 宮武美桜
富樫の娘。富樫の妻・紀子の連れ子なので実子ではない。中学二年生。
12年前の母・紀子の失踪を単なる離婚だと思っており、本人は元から、母親の男性関係が乱れていると知人に言うシーンがある。父親思いの優しい娘で、富樫の生き甲斐でもあるが、富樫とは養子縁組の関係であることに思い悩み、富樫から離れようとしたが、自分の知る唯一の父親であることから彼のもとに戻ってきた。
藤井佐知代（ふじい さちよ）
演 - 大森暁美
富樫の妻・紀子の母親。のぞみの祖母。身体が弱いために、富樫やのぞみと同居している。
富樫紀子（とがし のりこ）
演 - 森脇英理子
富樫正義の妻。失踪していたと言われていたが、実は12年前に富樫が追っていた拳銃密売を妨害・逮捕された酒井が報復目的で放った暴力団員に襲撃・輪姦されて心と体に深い傷を負って飛び降り自殺を図り、一命を取り留めるも植物状態になっていた。事案6で死亡。

### その他
里中理恵（さとなか りえ）
演 - 原田佳奈
里中の妻。
前島の仲人で半年前に里中と結婚。保育士をしていたが結婚を機に退職し、専業主婦となる。里中の正義感の強さを誰よりも愛し、彼の不器用さを心配している。港町警察署に赴任後、自分の前でどこか無理をしている夫を気遣い、常に笑顔で支えようとするけなげな性格。
森川明日香（もりかわ あすか）
演 - 滝沢沙織
フリージャーナリスト。
港町警察署刑事課と富樫に興味を持ち、追い続けている。富樫たちの悪事に薄々気づきながら、捜査に役立つ情報を提供していた。
情報を得るため前島と関係を持ち、彼の会話を盗聴し、黒沢たちの悪事の情報を掴むが、それによって命を狙われた。
西村和也（にしむら かずや）
演 - 敦士
玲子の年下の交際相手。実際はヒモ。
定職に就かないばかりか、やくざのパシリをしており、玲子のマンションに居候して（実際は居座って）いる。愛があるかどうかや「プリンの有無」で簡単に暴力行為に及ぶ極めて短絡的かつ幼稚な思考の持ち主。金が無くなると玲子に金の無心をするという、絵に描いた様に性質の悪い典型的ダメ男である。
暴力団の覚せい剤を奪って逃亡を図るも失敗。富樫らの活躍で彼を追っていた暴力団が逮捕されるも、玲子に奪った覚せい剤を全て預けたと見せかけて一部を持ち逃げしようとした背信行為により、玲子の手によって一度は逃亡。玲子とよりを戻すために再び姿を現すが、彼女に愛想をつかされた上マンションから追い出された。玲子と別れたのは全部富樫のせいだと逆恨みし、最終話で富樫を刺殺して再び逃亡する。
氷室哲夫（ひむろ てつお）
演 - 森永健司
村雨組の幹部。柴田と顔見知り。

### ゲスト
事案1「凍える街・非情な刑事の闘い」
- 徳永靖（横浜港町署刑事課第四係・前係長） - 永島和明
- 田丸由紀夫（横浜城東貿易会長の長男・後継者） - 窪塚俊介
- 田丸幸春（横浜城東貿易会長・由紀夫の父親） - 遠藤たつお
- 緑川麻子（由紀夫の婚約者・被害者） - 中丸シオン
- 緑川信子（麻子の母親） - 大塚良重
- 戸田山（神奈川県警本部捜査一課刑事） - 高杉航大
- 手塚慎治（暴力団構成員） - 七枝実
- 覚醒剤の売人 - 中川智明
- 山下学の妻 - 小泉真希（第2話）
- ハヤト（山下学の息子） - 上田アキト（第4話）

事案2「誘拐! 掛かって来ない脅迫電話」
- 岡本千鶴（香織の母親） - 加藤貴子
- 西永俊之（経営コンサルティング会社「西永オフィス」社長・香織の父親） - 宇梶剛士
- 岡本香織（誘拐された少女・千鶴の娘） - 佐々木りお
- 霧島修（暴力団の元構成員・第四係が情報屋として利用） - 萩野崇
- 須藤春樹（西永の秘書） - 宮本大誠
- 名取仁美（西永の秘書） - 古川りか
- 所沢正信（西永の秘書） - 小浜正寛
- 村雨組構成員 - 渡部龍平、奥村幸礼

事案3「救え! 小さな目撃者決死の取調」
- 篠崎光代（大手外食産業「ベイホールディングス」社長） - RIKACO
- 池ノ上義男（ベイホールディングス 幹部） - 緒形幹太
- 重松実（元入国ブローカー） - 野添義弘
- タケル（事件を目撃した東南アジア系の少年） - 本川嵐翔
- 古川勝也（ベイホールディングス 幹部） - 矢嶋優作
- 立石文彦（胡桃沢とトラブルがあった大手外食チェーン「町野屋グループ」会長） - 岡田正典
- 自殺した店主の妻 - 石堂夏央
- 胡桃沢忠行（ベイホールディングス 専務・被害者） - 松田ジロウ
- 店主（自殺した店主） - 田中登志哉
- 山崎画大

事案4「少年犯罪被害者の父 復讐の銃口」
- 村越健作（5年前に殺害された亮介の父親・村越自動車整備 経営者） - 斎藤洋介
- 大倉俊哉（5年前に殺害された亮介の親友） - 武田航平
- 和田隆俊（5年前 亮介を殺害した犯人・被害者） - 宮平安春
- 北村一平（村雨組構成員・5年前 和田と共に亮介を殺害した犯人・被害者） - 菅野篤海
- 弁護士 - 税所伊久磨
- 犬の散歩をする女性（北村の遺体の第一発見者） - 木立美鳥
- 石塚初美

事案5「謎の警官殺し…少女涙の告白!」
- 大垣友和（平沼交番勤務の警官） - 石垣佑磨
- 宮原栄作（平沼交番勤務の警官） - 佐野圭亮
- 百瀬真奈美（園山が目をかけていた少女） - 有村架純
- 園山徳次（平沼交番勤務の警官・交番の箱長・被害者） - 木之元亮
- 風俗店「すっぴん倶楽部」従業員 - 並木幹雄
- 暴走族 - 伊藤竜翼
- 園山和子（徳次の妻） - 唐木ちえみ
- アナウンサー - 大島奈穂美
- 春見しんや

事案6「刑事を続ける理由…愛する人へ」
- 酒井伸一郎（黒紅コーポレーション代表） - 風間トオル

12年前に拳銃密売の罪で富樫に逮捕され、その報復として富樫の妻・紀子を植物状態にまでした張本人。

事案7「政治家殺し! チーム崩壊の序曲」
- 藤堂秀司（大物県議会議員） - 春田純一
- 大滝常男（再開発反対派の住民代表） - 中丸新将
- 大滝加奈子（常男の妻） - 長坂しほり
- 楊（中華料理店店主） - 春海四方

富樫から依頼を受け、村雨組に追われる柴田を海外へ逃がす手引きをする。

事案7「政治家殺し! チーム崩壊の序曲」、事案8「最終決戦! 本当の悪党は誰だ」
- 黒沢達矢（警察庁長官官房長） - 石丸謙二郎
- 白川泰作（民政党元幹事長） - 山田明郷
- 山田慎吾（国交省政策局長） - 坂西良太
- 岩村正則（藤堂の秘書） - 滝藤賢一

## スタッフ
- 脚本 - 深沢正樹
- 音楽 - 朝倉紀行
- 演出 - 小松隆志（MMJ）、塚本連平
- オープニングテーマ - 4Minute「WHY」
- 主題歌 - S.R.S「Real Lie」[16][17]（トイズファクトリー）
- 選曲 - 石井和之
- アクションコーディネイター - 竹田道弘
- スタント&アクション - ジャパンアクションエンタープライズ
- カースタント - 野呂慎治
- 車輌 - LADY-X
- 技術協力 - テイクシステムズ、ブル
- 照明協力 - サンライズアート
- 美術協力 - テレビ朝日クリエイト
- 編集協力 - ワインド・アップ
- ゼネラルプロデューサー - 黒田徹也（テレビ朝日）
- プロデューサー - 中込卓也（テレビ朝日）、川西琢（テレビ朝日）、飯田新（ABC）、伊藤達哉（MMJ）
- 制作 - ABC・テレビ朝日・MMJ

## 放送日程
| 事案                                                           | 放送日        | サブタイトル                  | 監督     | 視聴率 |
| -------------------------------------------------------------- | ------------- | ----------------------------- | -------- | ------ |
| 事案1                                                          | 2011年1月21日 | 凍える街・非情な刑事の闘い    | 小松隆志 | 13.1%  |
| 事案2                                                          | 2011年1月28日 | 誘拐! 掛かって来ない脅迫電話  | 小松隆志 | 11.8%  |
| 事案3                                                          | 2011年2月04日 | 救え! 小さな目撃者決死の取調  | 塚本連平 | 08.8%  |
| 事案4                                                          | 2011年2月18日 | 少年犯罪被害者の父 復讐の銃口 | 塚本連平 | 09.9%  |
| 事案5                                                          | 2011年2月25日 | 謎の警官殺し…少女涙の告白!    | 小松隆志 | 13.3%  |
| 事案6                                                          | 2011年3月04日 | 刑事を続ける理由…愛する人へ   | 塚本連平 | 09.5%  |
| 事案7                                                          | 2011年3月18日 | 政治家殺し! チーム崩壊の序曲  | 塚本連平 | 07.3%  |
| 事案8                                                          | 2011年3月25日 | 最終決戦! 本当の悪党は誰だ    | 小松隆志 | 09.3%  |
| 平均視聴率 10.4%（視聴率はビデオリサーチ調べ、関東地区・世帯） |               |                               |          |        |

- 初回視聴率が「警視庁失踪人捜査課」以来、2作ぶりに二桁を記録した。
- 2月11日は、祝日編成のドラえもん3時間スペシャルのため休止。
- 3月11日は東北地方太平洋沖地震（東日本大震災）発生に伴う報道特別番組のため放送休止。そのため11日に放送予定だった「事案7」は18日に放送され、18日に放送予定だった「事案8」は25日に放送された。
  - なお、当初は3月18日の昼に「事案7」を、夜に「事案8」（最終回）を放送して、25日はキリンチャレンジカップ・サッカー日本代表対サッカーモンテネグロ代表の試合を放送することになっていたが、サッカーの試合が震災による社会的な影響から中止になったため、急遽3月25日に「事案8」が放送され、全放送日程を消化することが出来た。

## 遅れネット局
- 宮崎放送（MRT、TBS系列） - 2011年3月7日から毎週月曜日15:00〜15:55放送。